# Nándor Ecseki
Nándor Istvan Ecseki (13 oktober 1996) is een Hongaars professioneel tafeltennisser. Hij speelt linkshandig met de shakehandgreep.

## Belangrijkste resultaten
- Brons in het mannen dubbelspel op de Europese kampioenschappen 2020 met Ádám Szudi.